# Kanton Caranavi
Der Kanton Caranavi ist ein Verwaltungsbezirk im Departamento La Paz im südamerikanischen Anden-Staat Bolivien.

## Lage im Nahraum
Der Kanton Caranavi ist einer von zweiundzwanzig Cantones des Landkreises (bolivianisch: Municipio) Caranavi in der Provinz Caranavi und liegt im zentralen Teil des Landkreises. Es grenzt im Nordwesten an den Kanton Alto Illimani, im Westen an den Kanton Santa Fe, im Südwesten an den Kanton Uyunense, im Süden an den Kanton Santa Ana de Caranavi, im Südosten an den Kanton Taypiplaya, im Osten an den Kanton Rosario Entre Ríos, und im Nordosten an den Kanton San Pablo.
Der Kanton erstreckt sich zwischen 15° 46' und 15° 55' südlicher Breite und 67° 30' und 67° 36' westlicher Breite, er misst von Norden nach Süden bis zu zehn Kilometer und von Westen nach Osten bis zu acht Kilometer. Der Kanton besteht aus 21 Ortschaften (localidades), zentraler Ort ist Caranavi mit 13.569 Einwohnern (2012) im zentralen westlichen Teil des Kantons.

## Geographie
Der Kanton Caranavi liegt am Río Coroico eingebettet zwischen den östlichen Voranden-Ketten im Übergangsbereich zwischen dem andinen Altiplano und dem bolivianischen Tiefland. Das Klima ist ein typisches Tageszeitenklima, bei dem die mittleren Temperaturschwankungen im Tagesverlauf deutlicher ausfallen als im Jahresverlauf.
Die Jahresdurchschnittstemperatur liegt bei 25,5 °C und schwankt im Jahresverlauf nur unwesentlich zwischen 23 °C im Juni/Juli und 27 °C im November/Dezember (siehe Klimadiagramm Caranavi). Der Jahresniederschlag erreicht eine Höhe von fast 1500 mm, und bis auf eine kurze Trockenzeit im Juni/Juli ist das Klima ganzjährig feucht mit Monatsniederschlägen von über 200 mm von Dezember bis Februar.

## Bevölkerung
Die Einwohnerzahl des Kantons ist in dem Jahrzehnt zwischen den beiden letzten Volkszählungen um mehr als ein Drittel angestiegen:
| Jahr | Einwohner | Quelle           |
| ---- | --------- | ---------------- |
| 1992 | 10 484    | Volkszählung     |
| 2001 | 14 374    | Volkszählung     |
| 2012 | .         | noch keine Daten |

Aufgrund der historischen Bevölkerungsentwicklung weist die Region einen hohen Anteil an Aymara-Bevölkerung auf, im Municipio Caranavi sprechen 57,8 % der Bevölkerung die Aymara-Sprache.

## Gliederung
Der Kanton Caranavi gliedert sich in die folgenden fünfzehn Unterkantone (vicecantones):
- Caranavi – 1 Ortschaft – 12.083 Einwohner (2001)
- Colonia Ampliacion Villa Flor – 1 Ortschaft – 106 Einwohner
- Colonia Bautista Saavedra – 3 Ortschaften – 718 Einwohner
- Colonia Bolinda – 5 Ortschaften – 231 Einwohner
- Colonia Copacabana – 1 Ortschaft – 126 Einwohner
- Colonia Corpus Cristy – 1 Ortschaft – 203 Einwohner
- Colonia Huari Nuevo – 1 Ortschaft – 24 Einwohner
- Colonia Mallasa – 1 Ortschaft – 71 Einwohner
- Colonia Manco Kapac – 1 Ortschaft – 158 Einwohner
- Colonia Pachamama – 1 Ortschaft – 61 Einwohner
- Colonia San Antonio – 1 Ortschaft – 177 Einwohner
- Colonia Villa Asuncion – 1 Ortschaft – 115 Einwohner
- Colonia Villa Flor – 1 Ortschaft – 52 Einwohner
- Colonia Villa Rosario – 1 Ortschaft – 201 Einwohner
- Colonia Virgen De Fatima – 1 Ortschaft – 48 Einwohner